# Cratere Gwern
Gwern  è un cratere sulla superficie di Europa.